# Publishing and Broadcasting Limited

Logo Publishing and Broadcasting

Publishing and Broadcasting Limited (PBL) fue una de las mayores empresas de Australia, con intereses principalmente en los medios de comunicación y juegos.Fundada en 1994 luego se separó a finales de 2007, dividiéndose en dos Consolidated Media Holdings y Crown Limited.

## Historia
PBL se originó con Australian Consolidated Press , creada por los medios de comunicación del magnate australiano †Frank Packer, quien heredó la empresa de comunicación de su padre Robert Packer, que murió en 1934. En 1936, Packer se fusionó con E.G. Theodore's Sydney Newspapers y Associated Newspapers para formar Australian Consolidated Press (ACP). Frank Packer fue presidente de la ACP a partir de 1936 hasta su muerte en 1974, cuando el control de la compañía pasó a su hijo menor Kerry Packer.
ACP concibió una licencia de emisión en Sídney cuando la televisión comenzó en Australia en la década de 1950. Su estación de televisión era TCN-9, en Sídney fue la primera estación en Australia para ir al aire, puesto en marcha 1956.
En 1960, adquirió GTV-9 Melbourne para formar la primera cadena de televisión en Australia, el National Television Network, luego se convertiría en Nine Network.
En 1987, Kerry Packer vendió Nine Network a Alan Bond, quien luego se amplió la red para incluir QTQ-9 Brisbane y STW 9-Perth.Más tarde Kerry Packer compró la red de nuevo por la mitad de lo que vendió en el 1990..
Publishing and Broadcasting Limited fue creada en 1994, de la fusión de El Nine Network Australia y de Australian Consolidated Press.